# Forza Motorsport
Forza Motorsport is een racespel dat is ontwikkeld door Turn 10 Studios voor de Xbox. Het spel kwam uit op 3 mei 2005 in de VS en op 13 mei 2005 voor de Europese markt. Het is het eerste spel in de Forza-reeks van computerspellen die meerdere succesvolle opvolgers kreeg.

## Spel
Forza Motorsport is een racesimulator met een realistische inslag en is speciaal ontwikkeld voor de Xbox.
Het spel bevat 231 raceauto's en heeft zowel werkelijke als fictieve racecircuits. Elke raceauto kan worden aangepast door de speler, zowel visueel als qua technische prestaties. De circuits zijn een mix van gesloten, openbare wegen, en gelicentieerde racebanen zoals Road Atlanta, Silverstone, Laguna Seca, Road America en de Nürburgring.
Er kon via Xbox Live online met andere spelers worden geracet, maar deze functionaliteit werd op 15 april 2010 stopgezet.
Forza werd ontworpen door Dan Greenawalt die er oorspronkelijk een verzamelspel van auto's van wilde maken. Het spel bevat 56 audionummers die door Junkie XL (Tom Holkenborg) zijn gecomponeerd.

## Ontvangst
Forza Motorsport ontving zeer positieve recensies volgens aggregatiewebsite Metacritic en heeft daar een score van 92/100. Men prees de realistische graphics en de hulpmiddelen voor beginnende spelers.
| Aggregator | Score   |
| ---------- | ------- |
| Metacritic | 92/100  |
| Publicatie | Score   |
| Edge       | 8/10    |
| EGM        | 9,83/10 |
| Eurogamer  | 9/10    |
| Famitsu    | 31/40   |
| GameSpot   | 9,2/10  |
| IGN        | 9,5/10  |